# اوجاکران
اوجاکران (به لاتین: Ojakəran) یک منطقهٔ مسکونی در جمهوری آذربایجان است که در شهرستان آستارا واقع شده‌است. اوجاکران ۱٬۷۵۰ نفر جمعیت دارد.

## ریشه واژه
اوجاکران از دو واژه تالشی اوجا به‌معنی باز و کران به‌معنی روستا یا خانه تشکیل شده است و معنای آن می‌شود روستایی با فضای باز و آزاد که اشاره به منظره و فضای باز و کوهپایه‌ای این منطقه دارد.